# Wycliffe Bible Translators
Wycliffe Bible Translators (WBT) är en icke-kommersiell, internationell kristen organisation, med målsättning att översätta Bibeln till varje levande språk i världen.
Organisationen bildades 1942 av William Cameron Townsend och är uppkallad efter John Wycliffe. Den har idag verksamhet i över femtio länder under olika namn. 
I Sverige heter organisationen Folk & Språk. Föreningens missionsföreståndare är Mats-Jan Söderberg, och styrelseordförande sedan 2014 är Maj-Kristin Svedlund.